# Рачкова Марія Федорівна
Марія Федорівна Рачкова (нар. 17 квітня 1945, село Кашперівка, тепер Баранівського району Житомирської області) — українська радянська діячка, трактористка радгоспу імені Петровського Березанського району Миколаївської області. Депутат Верховної Ради СРСР 11-го скликання.

## Біографія
Народилася в селянській родині.
У 1962—1969 роках — свинарка, у 1969—1970 роках — різноробоча радгоспу імені Петровського села Кімівки Березанського району Миколаївської області. У 1971 році закінчила курси трактористів.
З 1971 року — трактористка цеху кормовиробництва, ланкова жіночої механізованої ланки «Родючість» радгоспу імені Петровського села Кімівки Березанського району Миколаївської області.
Член КПРС з 1973 року.
Освіта середня спеціальна. У 1978 році без відриву від виробництва закінчила Новобузький технікум механізації та електрифікації сільського господарства Миколаївської області.
Потім — на пенсії в селі Кімівка (тепер — Калинівка) Березанського району Миколаївської області.

## Нагороди
- орден Трудового Червоного Прапора
- орден «Знак Пошани»
- медалі